# Postumo
Marco Cassiano Latinio Postumo (in latino Marcus Cassianius Latinius Postumus; ... – 269) è stato un generale romano e  fondatore e primo sovrano dell'Impero delle Gallie, un'entità statale nata dalla secessione del grosso delle province europee occidentali dell'Impero romano nello scenario della crisi del III secolo, regnante dal 260 alla propria morte. È incluso nella lista dei Trenta Tiranni della Historia Augusta.

## Ascesa al trono
Le origini di Postumo sono oscure, ma si ritiene che fosse un batavo romanizzato d'umile estrazione sociale (l'ipotesi è fondata sul fatto che la sua monetazione onori divinità molto popolari presso tale popolazione germanica, quali Ercole Magusano e Ercole Deusoniensis), che scalò la gerarchia dell'esercito romano sino a divenire il governatore della provincia della Germania Superior od Inferior.
Mentre l'imperatore Gallieno era impegnato a respingere le invasioni gotiche sui confini orientali dell'Impero, in Occidente suo figlio Cornelio Salonino, lasciato sotto la tutela di alcuni dei suoi comandanti, tra cui il prefetto del pretorio Silvano e lo stesso Postumo, aveva lo scopo di difendere la frontiera renana. Con l'imperatore lontano, la Germania divenne preda di un'incursione di Alemanni, sconfitti però da Postumo, il quale, come da tradizione romana, fece distribuire il bottino tra i soldati. Quando ne venne a conoscenza, Silvano, a nome di Salonino, gli ordinò che il bottino ottenuto fosse inviato a Colonia e, quando Postumo radunò le sue truppe per  annunciarle l'ordine del Cesare, i soldati si ribellarono e lo proclamarono imperatore. 

Il nuovo usurpatore, che probabilmente non era stato colto alla sprovvista dalla rivolta e conseguente sua acclamazione, non perse tempo e subito assediò Salonino e Silvano a Colonia; malgrado il disperato tentativo di rinvigorire la fedeltà verso la dinastia di Gallieno tramite la proclamazione di Salonino ad augusto, la popolazione o addirittura la guarnigione di Colonia aprirono le porte a Postumo, il quale uccise sia Silvano che Salonino ed eresse poi un arco trionfale per celebrare la propria vittoria. La Historia Augusta, di questa secessione, diede però grande colpa a Gallieno: 
(Historia Augusta - Due Gallieni, 4.3.)

## Regno
Postumo fu riconosciuto imperatore in Gallia, nell'Hispania Tarraconensis, in Germania ed in Britannia. Scelse come capitale Colonia, dove insediò i propri senato, consoli e guardia pretoriana. Si fece raffigurare come "riconquistatore della Gallia" in alcune delle sue monete, un titolo che si guadagnò avendo vittoriosamente difeso la sua provincia dalle incursioni germaniche. Le floride condizioni economiche del nuovo stato sono testimoniate dal fatto che le monete coniate da Postumo sono di fattura migliore e hanno un contenuto di metallo pregiato maggiore delle omologhe coniate da Gallieno.

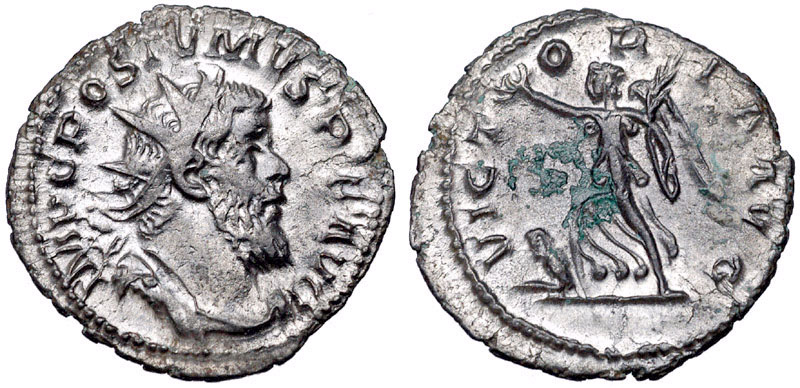
Moneta d'argento di Postumo, che celebra le vittorie del primo imperatore dell'Impero delle Gallie. Le monete di Postumo mostrano una fattura e un contenuto di metallo pregiato migliore delle monete di Gallieno.

Nel 263 Postumo dovette fronteggiare una campagna organizzata da Gallieno per recuperare le province secessioniste. Dopo un rovescio iniziale, Gallieno riuscì a riportare un importante successo, ma il comandante della cavalleria, Aureolo, tralasciò di inseguire il pretendente sconfitto, per cui Postumo poté raccogliere un nuovo esercito, venendo anche questa volta sconfitto. Postumo allora fuggì in una città che fu assediata dalle truppe di Gallieno, ma l'imperatore fu gravemente ferito e ritornò alle proprie basi: la crisi dell'impero non gli permise più di ritentare la riconquista dell'Impero delle Gallie, e il dominio di Postumo non fu più messo in discussione. Postumo trovò anche un alleato in Aureolo, che controllava Milano, il quale sfidò l'imperatore e si alleò con Postumo. La città di Milano sarebbe stata un acquisto strategico in una eventuale marcia su Roma, ma Postumo, per ragioni ignote, non sostenne Aureolo, il quale fu assediato da Gallieno.
Usurpatore di Gallieno, Postumo fu a sua volta minacciato da un usurpatore, nel 268: Leliano, uno dei suoi migliori comandanti militari, fu proclamato imperatore a Magonza dalla locale guarnigione e dalle legioni accampate in prossimità, tra cui la Legio XXII Primigenia. Sebbene Postumo riuscisse a riconquistare rapidamente Magonza e a uccidere Leliano, fu incapace di controllare le proprie truppe, che gli si ribellarono e lo uccisero a loro volta, perché non aveva permesso loro di saccheggiare la città.
Dopo la morte di Postumo, il suo impero perse il controllo della Britannia e della Hispania: le restanti province rimasero sotto il comando del suo successore, Marco Aurelio Mario.
Sebbene il suo regno sia in genere fatto iniziare nel 259, l'estate o l'autunno del 260 sono le date probabili in cui fu salutato imperatore: se la data del 260 è quella corretta per l'inizio del regno di Postumo, tutte le date che riguardano l'Impero delle Gallie vanno spostate avanti di un anno.